# لمنة صغرى
لمنة صغرى أو عدس الماء أو طحلب أو خزوز أو علقى أو غزل الماء أو عرمض (الاسم العلمي:Lemna minor) هي نوع من النباتات يتبع جنس اللمنة من الفصيلة اللوفية.